# Nävelsö
Nävelsö är en ö i Västrums socken, Västerviks kommun. Ön har en yta på 93 hektar.
Nävelsö har troligen fått sitt namn från det fornsvenska ordet för näbb, syftande på öns form. På 1630-talet fanns två gårdar på ön. 1942 fanns 17 yrkesfiskare på Nävelsö, men sedan minskade näringen och befolkningen snabbt, 1961 fanns 13 kvar, och 1971 tre stycken. 2012 fanns endast fyra pensionärer kvar som heltidsboende på ön. Sommartid vistas dock omkring 100 personer på ön. 
Nävelsö är en förhållandevis höglänt ö med varierad natur. 373 växtarter finns dokumenterade på ön.